# San Miguel del Río
San Miguel del Río là một đô thị thuộc bang Oaxaca, México. Năm 2005, dân số của đô thị này là 275 người.